# Огибновский сельсовет
Огибно́вский сельсовет — административно-территориальное образование, подчинённое городу областного значения Семёнов в Нижегородской области Российской Федерации.
В рамках организации местного самоуправления территория сельсовета входит в  городской округ Семёновский. С 2004 до 2011 года сельсовет как муниципальное образование имел статус сельского поселения в составе Семёновского муниципального района.
В рамках административно-территориального устройства сельсовет до 2011 года входил в Семёновский район Нижегородской области.
Административный центр сельсовета — деревня Огибное.

## Населённые пункты
В сельсовет входят 26 населённых пунктов:
| №  | Населённый пункт  | Тип     | Население |
| -- | ----------------- | ------- | --------- |
| 1  | Аксёново          | деревня | ↘14       |
| 2  | Арефьево          | деревня | ↘2        |
| 3  | Безводное         | деревня | →0        |
| 4  | Большая Погорелка | деревня | ↘28       |
| 5  | Гари              | деревня | ↘21       |
| 6  | Демиха            | деревня | ↘11       |
| 7  | Зименки           | деревня | →0        |
| 8  | Клышино           | деревня | ↘78       |
| 9  | Кошелево          | деревня | ↘7        |
| 10 | Красные Усады     | село    | ↘19       |
| 11 | Крутой Овраг      | деревня | ↘4        |
| 12 | Михайлово         | деревня | ↘19       |
| 13 | Никитино          | деревня | ↘127      |
| 14 | Огибное           | деревня | ↘350      |
| 15 | Павлово           | деревня | ↘100      |
| 16 | Питий Овраг       | деревня | →0        |
| 17 | Поломное          | деревня | ↘62       |
| 18 | Пятницкое         | деревня | ↘25       |
| 19 | Рыжково           | деревня | ↘29       |
| 20 | Токарево          | деревня | ↘55       |
| 21 | Успенское         | село    | ↘146      |
| 22 | Фанерное          | посёлок | ↘653      |
| 23 | Хвойное           | деревня | ↘43       |
| 24 | Хрящи             | деревня | →0        |
| 25 | Чибирь            | деревня | ↘8        |
| 26 | Яковка            | деревня | ↘0        |